# St. Maria (Hegge)

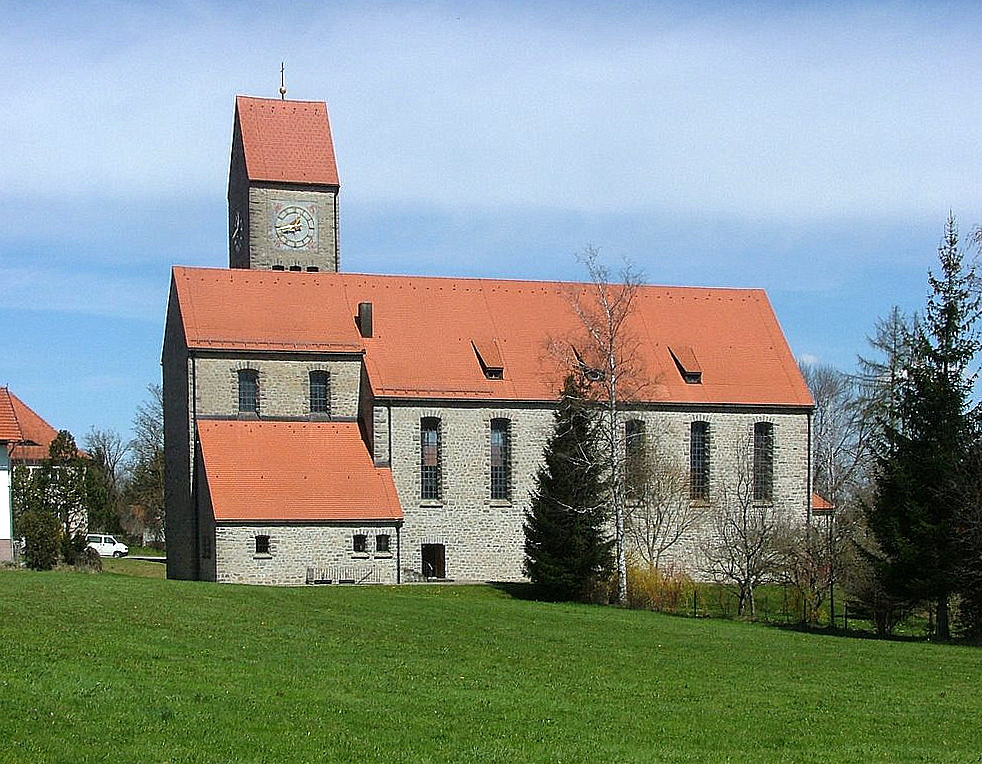
Kirche St. Maria in Hegge,
Blick von Süden

St. Maria ist die katholische Pfarrkirche im Waltenhofener Ortsteil Hegge. Ihr Patrozinium lautet „Maria, Königin der Apostel“ (Patronatsfest am 8. Mai).

## Geschichte
Ende der 1940er Jahre wurde durch angeworbene Arbeitslose der Kirchenbau errichtet und im Jahr 1947 beendet.

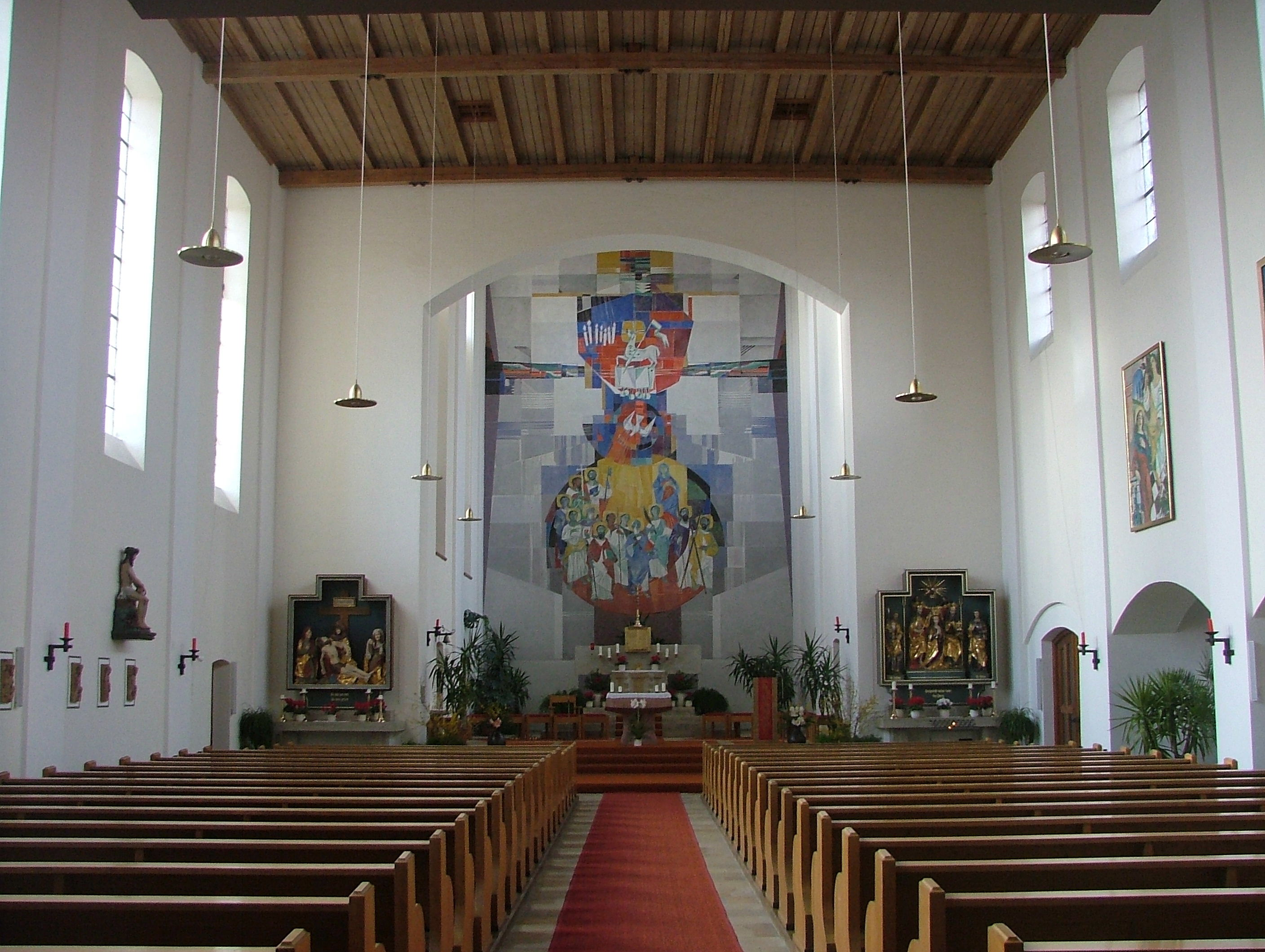
Innenansicht der Kirche

Das Baumaterial wurde aus dem Steinbruch Leuten hierher gebracht.
Die Kirche wurde am 19. August 1951 geweiht.

## Beschreibung
Die Außenbau ist geprägt durch grauen Bruchstein. Es handelt sich um einen Saalbau mit eingezogenem Chor und
nördlichem Satteldachturm. Im modern gestalteten Innenraum befinden sich einige ältere Ausstattungsstücke.

## Denkmalschutz
Das Gebäude steht unter Denkmalschutz und wird in der Liste der Baudenkmäler in Waltenhofen des Bayerischen Landesamtes für Denkmalpflege unter der Nr. D-7-80-143-9 aufgeführt.